# Загладин, Вадим Валентинович
Вади́м Валенти́нович Загла́дин (23 июня 1927, Москва — 17 ноября 2006) — советский и российский политик, политолог, публицист. Советник М. С. Горбачёва в 1988—1991 гг. Кандидат исторических наук, доктор философских наук, профессор.
Член ЦК КПСС (1981—1990, кандидат с 1976), член ЦРК (1971—1976).
Избирался депутатом Верховного Совета РСФСР 9-го созыва, депутатом Совета Союза Верховного Совета СССР 10-го и 11-го созывов.

## Биография
Окончил Московский государственный институт международных отношений МИД СССР (МГИМО). Специальность — историк-международник.
После окончания МГИМО в 1952 году преподавал в этом же институте, с 1954 работал журналистом в еженедельнике «Новое время», в журнале «Проблемы мира и социализма» (Прага). Член КПСС с 1955.
С июля 1964 по 1988 (до приближения к генсеку М. С. Горбачёву и до перехода на работу в Верховный Совет СССР) работал в Международном отделе ЦК КПСС: консультант, заместитель заведующего (1967), первый заместитель заведующего.
Одновременно в течение 18 лет руководил кафедрой проблем международного рабочего движения в Институте общественных наук при ЦК КПСС.
Станислав Меньшиков отмечал: «Любимцем Брежнева был первый зам Пономарева Вадим Загладин… Генсек регулярно одаривал Загладина трофеями своей охоты, брал с собой в поездки, помещал по близости от себя на переговорах. Видя на официальных фотографиях Вадима прямо за генсековской спиной, партийная элита проникалась к нему особым пиететом».
В 1979—1989 — секретарь Комиссии по иностранным делам Совета Союза Верховного Совета СССР, заместитель председателя Парламентской группы СССР.
В 1988—1991 — советник М. С. Горбачёва (как Председателя Президиума Верховного Совета СССР, Председателя Верховного Совета СССР, Президента СССР).
Горбачев подарил Загладину сборник своих речей с дарственной надписью и указанием на то, что один из их реальных авторов — его помощник.
В 1980—1990 годах главный редактор «Французского ежегодника».
С 1992 — советник президента Горбачёв-Фонда, заместитель председателя международной Ассоциации европейского атлантического сотрудничества, член руководства Внешнеполитической ассоциации.
Действительный член Российской академии естественных наук.
Похоронен на Введенском кладбище (12 уч.).

### Семья
- Отец — Валентин Николаевич (1890—1971) — генерал-майор.
- Мать — Алиса Павловна, урождённая Ивенсен (1906—1974).
- Жена — Светлана Михайловна, урождённая Козлова (1929—1984[6]) — доктор экономических наук, профессор.
  - Сын — Никита Вадимович (1951—2016) — политолог, доктор исторических наук, профессор.
  - Дочь — Людмила Вадимовна (в браке — Бирюкова) (1953—2009), один из основателей сайта «Всероссийское генеалогическое древо» (ВГД).Прах ее развеян над Лондоном, городом, где она провела последние  дни своей жизни.
- Жена — Тамара Георгиевна, урождённая Чернова (1931—2008).
  - Дочь — Загладина Оксана Вадимовна (род. 1960).
- Жена — Жанна Владимировна (род. 1957).

## Сочинения
Автор ряда книг и около 300 статей по проблемам международных отношений, в том числе:
- Борьба французского народа за мир и национальную независимость, М., 1955.
- Закономерности рабочего движения и борьба за социализм. М., 1970.
- Предпосылки социализма и борьба за социализм. М., 1975.
- Глобальные проблемы современности: научный и социальный аспекты. М., 1981 (в соавторстве).
- За права трудящихся, за мир и безопасность народов. Коммунистический авангард рабочего движения в начале 80-х годов. М., 1982.
- Испания. М., 1983 (ответственный редактор).
- Интернациональный характер Великой Октябрьской социалистической революции. М., 1987.